# Tinodes aprakrita
Tinodes aprakrita är en nattsländeart som beskrevs av Schmid 1972. Tinodes aprakrita ingår i släktet Tinodes och familjen tunnelnattsländor. Inga underarter finns listade i Catalogue of Life.